# Ицкоатль
Ицкоатль (науатль Itzcōhuātl [itsˈkoːwaːtɬ], «Обсидиановый змей») — тлатоани ацтеков с 1427 по 1440 годы. Являлся незаконнорождённым сыном Акамапичтли и его рабыни. Советником Ицкоатля был знаменитый мудрец Тлакаелель.
Уже в начале своего правления в Теночтитлане Ицкоатль совершил несколько удачных военных походов против тепанеков и южных соседей, что привлекло дополнительные средства в город. При новом правителе наблюдается заметное расширение Теночтитлана за счёт построек новых домов и храмов.
Новый тлатоани становился всё более популярным среди народа. Так, например, им была предпринята попытка уничтожить память об аристократическом правлении в древнеацтекском обществе через сожжение всех исторических источников. Это значительно сказалось на плохой освещённости истории ацтеков в наше время.
Ицкоатль — инициатор создания военно-политического союза трёх городов: Теночтитлана, Тескоко и Тлакопана (так называемый «Тройственный союз»). Его создание послужило причиной прекращения местных войн. Изначально, при Ицкоатле и его племяннике великом Монтесуме I, главенствующая роль в союзе принадлежала Тескоко, особенно в период правления Несауалькойотля (1434—1472). Однако после смерти последнего первенство в союзе досталось Теночтитлану.